# Heintjevaar
Heintjevaar is een watergeest die zich volgens Texelse volksverhalen zou ophouden in de wateren rond en op Texel.

## Beschrijving
Heintjevaar is een watergeest en specifiek een kinderschrik. Hij zou kinderen bij hun enkels grijpen als ze te dicht bij de waterrand liepen, om ze mee in het diepe te sleuren en te laten verdrinken. Heintjevaar is volgens de mythe te vinden in de zee, maar ook in sloten, putten en kolken. Met name kolken komen op Texel veel in de weilanden voor.
In een ingezonden brief naar de Texelse Courant uit september 1937 schrijft auteur Kees Hana over de herkomst van de mythe. In 1890 zou er in Eierland, bij de hoeve Vianen aan de Zwinweg, door de boer van het land een put zijn gegraven (mogelijk het gebied Hogezandskil). Hier werd water uit gehaald voor de mensen en dieren in het gebied. Al snel na de aanleg van deze put werden er spookverhalen over de put verteld, waar de mythe van Heintjevaar uit zou zijn ontstaan. De put zou volgens Hana de bijnaam "Heintjevaarsput" hebben gekregen.

## Cultuur
Dirk Leonardus Daalder schrijft over zijn herinneringen aan de verhalen over Heintjevaar in zijn autobiografische werk Schimmenspel (1940).
Het figuur Heintjevaar heeft ook een rol in het kinderboek Annetje Lie in het holst van de nacht (1987) van Imme Dros, die het boek deels op haar eigen jeugdherinneringen heeft gebaseerd. De figuur is ook te zien in de verfilming van het boek uit 2004.